# Vasco Rodríguez
Vasco Rodríguez Quiroz (Lima, 22 de octubre de 1997) es un actor peruano. Es más conocido por los roles estelares de Julio Ganoza en De vuelta al barrio y del villano Benjamín Chirinos en Al fondo hay sitio.

## Biografía

### Primeros años
Nacido en la ciudad capital Lima el 22 de octubre de 1997. Es el menor de sus dos hermanos y a una edad temprana sufrió por la muerte de su padre lo que lo impulsó a meterse a estudiar en talleres de actuación.

### Carrera
Debuta en la televisión a los 16 años en 2014 participando en el programa televisivo juvenil Versus de colegios y al año siguiente en 2015 participa en el programa Esto es guerra Teens siendo integrante del equipo de «las Cobras».
En 2017, tiene una participación especial en la primera temporada de De vuelta al barrio interpretando a Juan Pérez, el exenamorado de Sofía Bravo (Luciana Blomberg).
Entre 2020 y 2021, integra el elenco principal de la cuarta temporada de De vuelta al barrio en reemplazo del actor Mario Cortijo participando como Julio Ganoza, el hijo menor de Malena Ugarte (Mónica Sánchez) y de Edmundo Ganoza (Paul Vega) y el interés amoroso de Sarita Bravo (Sirena Ortiz).
En 2022, participa en el videoclip musical de la canción «El fuego está vivo» del cantante Carlos Galiano, exintegrante de la banda musical Los Chabelos.
Ese mismo año, hace su debut en el teatro con la obra San Bartolo en donde comparte roles con Ítalo Maldonado, Diego Pérez Chirinos, Juan Carlos Pastor, Claret Quea y Nicolás Valdés. Al año siguiente, actúa en la obra teatral Sobrevivir a los Andes en donde comparte roles con Ismael La Rosa, Esteban Recagno, Luis José Ocampo, Stefano Tosso, Fiorella Flores, Nico Argolo y Gaizka Pasalodos.
Entre 2023 y 2024, participa con un rol recurrente en la décima y undécima temporada de la serie Al fondo hay sitio en donde interpreta a Benjamín Chirinos, un villano que actúa como enemigo de July Flores (Guadalupe Farfán) y de Cristóbal Montalbán (Franco Pennano) y como aliado de Claudia Llanos (Úrsula Boza).

## Filmografía

### Cine
| Año  | Título                          | Personaje             | Notas         | Ref.          |
| ---- | ------------------------------- | --------------------- | ------------- | ------------- |
| 2017 | Gen Hi8                         | Gino                  | Rol principal | [ 16 ] [ 17 ] |
| 2024 | La herencia de Flora            | Baltazar de la Fuente | Rol principal | [ 18 ]        |
| 2024 | Aviones de papel (cortometraje) |                       | Protagonista  | [ 19 ]        |
| 2024 | Tus amigos nunca te harían daño | Tato                  | Rol principal | [ 5 ]         |

### Televisión

#### Series y telenovelas
| Año       | Título              | Personaje                 | Notas                                  | Apariciones                       | Ref.   |
| --------- | ------------------- | ------------------------- | -------------------------------------- | --------------------------------- | ------ |
| 2017      | De vuelta al barrio | Juan Pérez                | Invitado especial                      | Temporada 1 (1 episodio)          | [ 9 ]  |
| 2020–2021 | De vuelta al barrio | Julio César Ganoza Ugarte | Reparto principal                      | Temporada 4 (306 episodios)       | [ 10 ] |
| 2023–2024 | Al fondo hay sitio  | Benjamín Chirinos         | Reparto recurrente (Villano Principal) | Temporadas 10 y 11 (57 episodios) | [ 20 ] |

#### Programas
| Año        | Título               | Rol                 | Notas                               | Ref.   |
| ---------- | -------------------- | ------------------- | ----------------------------------- | ------ |
| 2014–2015  | Versus de colegios   | Él mismo            | Participante                        | [ 21 ] |
| 2015       | Esto es guerra Teens | Él mismo            | Participante (Equipo: «Las Cobras») | [ 22 ] |
| 2020       | En boca de todos     | Él mismo            | Invitado especial                   | [ 23 ] |
| 2023, 2024 | Mande quien mande    | «Benjamín Chirinos» | Invitado especial                   | [ 24 ] |
| 2023, 2024 | Mande quien mande    | Él mismo            | Invitado especial                   | [ 24 ] |
| 2023, 2024 | Estás en todas       | Él mismo            | Entrevistado                        |        |
| 2023, 2024 | Más espectáculos     | Él mismo            | Entrevistado                        |        |
| 2023, 2024 | Esto es guerra       | «Benjamín Chirinos» | Competidor invitado                 |        |
| 2023, 2024 | Esto es guerra       | Él mismo            | Competidor invitado                 |        |

### Vídeos musicales
- «El fuego está vivo» (2022) (De Carlos Galiano).[11]

## Teatro
| Año  | Título                 | Personaje | Notas         | Ref.          |
| ---- | ---------------------- | --------- | ------------- | ------------- |
| 2022 | San Bartolo            |           | Rol principal | [ 12 ] [ 25 ] |
| 2023 | Sobrevivir a los Andes |           | Rol principal | [ 13 ] [ 26 ] |